# ネサワルコヨトル

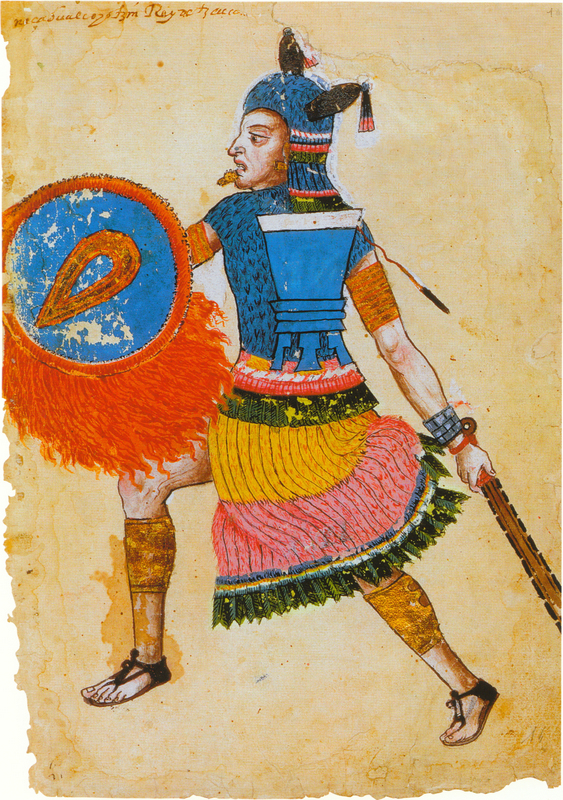
ネサワルコヨトル（『イシュトリルショチトル文書』による）

ネサワルコヨトル（Nezahualcóyotl, 1402年 - 1472年）は、テスココ王イシュトリルショチトルの息子で、王位継承者。メキシコ盆地の支配的勢力であったアスカポツァルコを排除し、テノチティトラン、トラコパンとともアステカ帝国を築いた人物として知られる。
名前はナワトル語で「断食するコヨーテ」の意。ネツァワルコヨトル（Netzahualcóyotl）とも。

## 名称

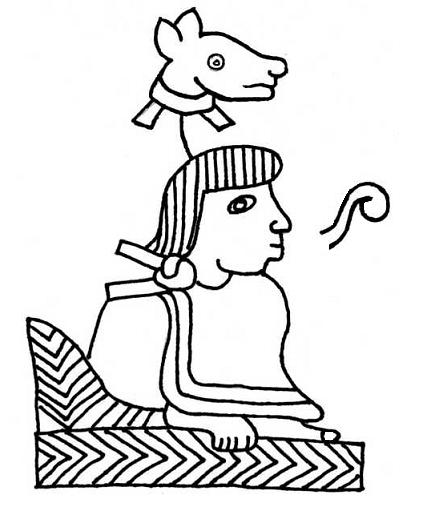
ネサワルコヨトル

ネサワルコヨトルという名前は、ナワトル語で「断食する(nezahualli)コヨーテ(coyotl)」を意味する。アステカ文字では、首に断食を表すしめ縄のような縄をまいたコヨーテで表される。

## 生涯
ネサワルコヨトルの父はテスココのトラトアニのイシュトリルショチトル、母はテノチティトランのトラトアニであるチマルポポカの腹違いの姉妹だった。
15世紀のはじめ、テスココ湖の西にあるテパネカと東のアコルワはメキシコ盆地の二大勢力であった。テパネカの中心都市がアスカポツァルコ、アコルワの中心都市がテスココだった。当時テノチティトランを中心都市とするメシカはアスカポツァルコに従属していた。テスココの王イシュトリルショチトルはアスカポツァルコのテソソモクと戦ったが、1418年にテパネカとメシカの連合軍に敗北して殺された。テスココはメシカに与えられた。
1426年にテソソモクが死に、その子のタヤウとマシュトラの間で継承争いが起きた。メシカではチマルポポカが継承争いに関連して殺され、その後を継いだイツコアトルはアスカポツァルコで新たに即位したマシュトラと対立した。
一方、幼少時に父の死を目撃したネサワルコヨトルはマシュトラから命を狙われ、山を越えて南東の友好国であるウェショツィンゴのもとに亡命していたが、イツコアトルがマシュトラと対立していることを知ると、イツコアトルに対して協力を申し出た。1428年、ネサワルコヨトルはウェショツィンゴと協力して湖を渡り、アスカポツァルコに攻めこんだ。イツコアトルは逆方向からアスカポツァルコに攻め入った。114日間の戦いの後にアスカポツァルコは滅ぼされ、ネサワルコヨトルはマシュトラを生贄にした。
テノチティトラン、テスココ、およびテパネカに属するトラコパンは三都市同盟を結び、アスカポツァルコの支配下にあった土地を分割した。これがいわゆるアステカ帝国である。ただし実際にはトラコパンは規模が小さく、主要な都市はテノチティトランとテスココの2つであった。三都市同盟は周辺のコルワカン、ショチミルコなどの都市も征服した。
アスカポツァルコに対する勝利の後、ネサワルコアトルは周辺の服属していない都市の征服を行い、テスココに戻ったのは1433年のことだった。
1440年にイツコアトルが没し、モクテスマ1世が即位した。1458年以降、モクテスマ1世とネサワルコヨトルは協力して外征をくり返した。当時メシカとアコルワはほぼ対等な関係にあったと考えられている。

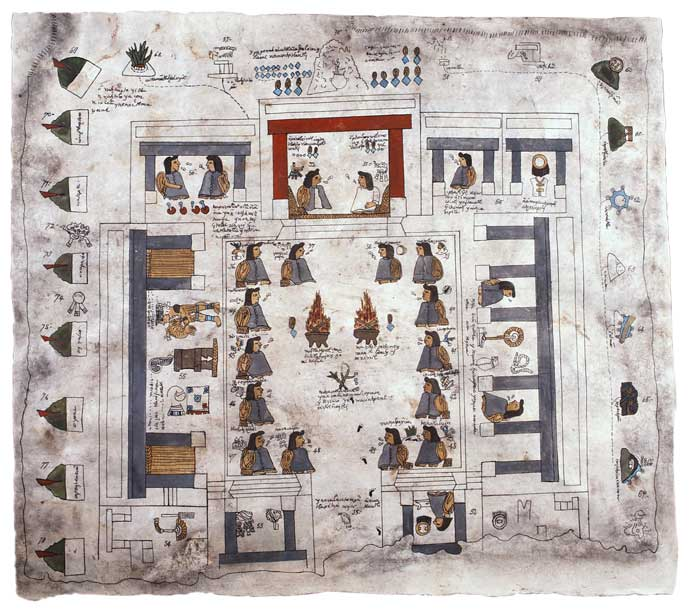
テスココの宮殿（キナツィン絵文書）

ネサワルコヨトルはテスココに巨大な宮殿と神殿を築いた。
ネサワルコヨトルの治世下、トラロック山のふもとに大規模な段々畑が築かれた。ネサワルコヨトルは山中の泉から段々畑や都市に水道を引いた。
テスココ湖の堤防建設をはじめとする様々な事業を指揮するとともに、法や文芸の発展にも寄与したとされる。ネサワルコヨトルは偉大な詩人と考えられており、彼の作とされる詩が今に伝えられている。
ネサワルコヨトルは1472年に没した。没後テスココ地方では神として崇拝され、隣接するテスコツィンゴ (Texcotzingo) の丘では他の神々とともに岩に刻まれた。
テスココはネサワルコトヨルと息子ネサワルピリの時代、栄えていくが、次第にテノチティトランの勢力に押され、ネサワルピリの死後、テスココは事実上テノチティトランの支配下に組み込まれた。
ネサワルコヨトルの事蹟は、その子孫であるフェルディナンド・アルバ・イシュトリルショチトルによって17世紀はじめにまとめられている。この書物はテスココの立場から書かれている。

## 栄誉

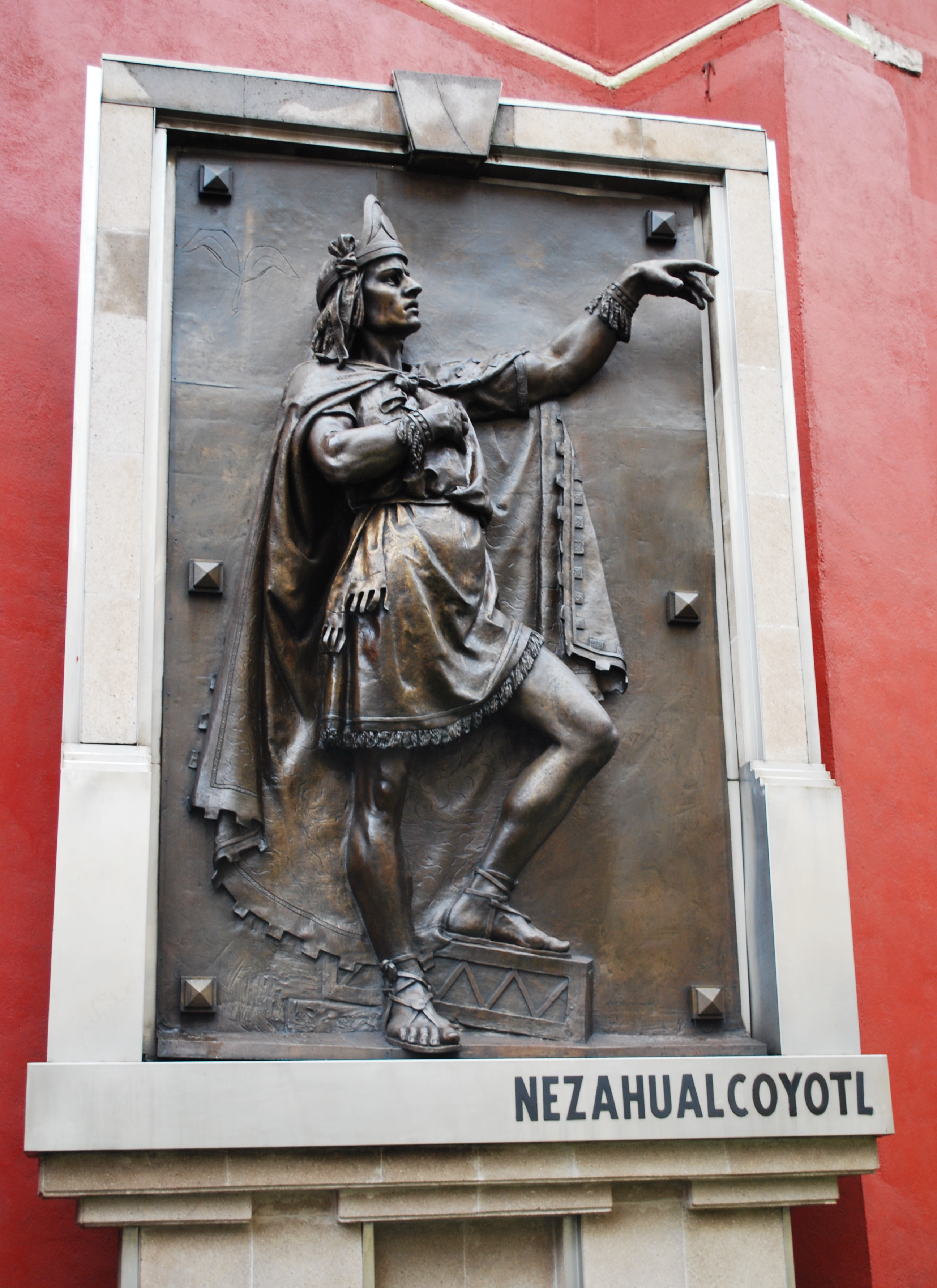
三都市同盟庭園にあるネサワルコヨトルの肖像（ヘスース・フルクトゥオーソ・コントレーラス作）

メキシコで1994年より発行されている100ペソ紙幣にネサワルコヨトルの肖像が使用されている。
メキシコの先住民言語で書かれた文学に与えられるネサワルコヨトル賞が1993年に創設された。
カダヤシ科の魚の一種Xiphophorus nezahualcoyotlの学名はネサワルコヨトルに由来する。